# Snövit (äpple)
Snövit är en äppelsort som är uppkallad efter sagan Snövit. Äpplet kan drabbas av skorv. Snövit plockas på Norra halvklotet i september/oktober och håller sig som bäst under några veckor framåt efter man plockat det. Köttet är mört och vitt. Snövit passar som såväl ätäpple, som i köket. Blomningen på detta äpple är tidig, och äpplet pollineras av bland andra Alice, Early Red Bird, Gyllenkroks astrakan, James Grieve, Katja, Maglemer, Melba, Mio, Oranie, Suislepper, Sävstaholm och Transparente Blanche.
Snövit är av svenskt ursprung, och är resultatet av en korsning mellan Stenbock och Persikorött Sommaräpple. Den odlas gynnsammast i zon III-V.